# Чихачёв, Пётр Александрович
Пётр Алекса́ндрович Чихачёв (16 [28] августа 1808, Гатчина, Санкт-Петербургская губерния — 13 октября 1890, Флоренция, Тоскана, Италия) — географ, геолог и путешественник.

## Биография
Происходил из дворянского рода и родился в семье директора города Гатчины и дворцового управления, Александра Петровича Чихачёва (1774—1827). Мать — Анна Фёдоровна, урождённая Бестужева-Рюмина (1772—1849), двоюродная сестра декабриста, в первом браке была за Михаилом Васильевичем Демидовым, овдовев, 27 сентября 1807 года вышла замуж за Александра Петровича Чихачёва. Младший брат Петра Александровича — Платон (1812—1892), также стал путешественником.
В 1820 году, после ухода отца в отставку, Чихачёв переселился вместе с семьёй в Царское Село. Получил домашнее образование, после чего поступил в Петербургский университет, ездил за границу для прослушивания лекций.

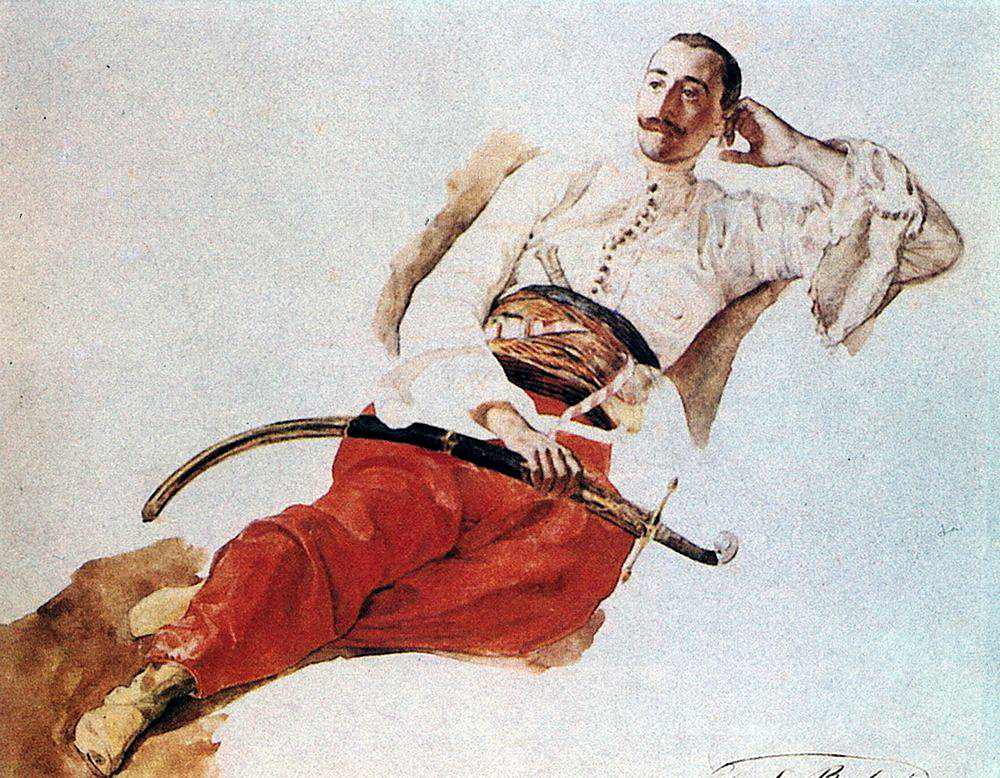
П. Чихачёв. худ. К. Брюллов

После учёбы в 1830 году поступил на службу в дипломатический корпус, служил в российском посольстве в Константинополе.
В 1835 году он, уступая своему влечению к изучению географии и естествознанию вообще, оставил службу и всецело посвятил себя научным занятиям и путешествиям по Европе с образовательными целями.
С 1839 года начал изучать природные богатства и геологию Апеннинского полуострова, составил первую географическую карту его южных районов.
В 1842 году участвовал в экспедиции по Алтаю, целью которой было изучение физико-географических условий, географии и геологии этого района.
Результаты работы этой экспедиции были изложены в работе «Путешествие в Восточный Алтай», изданной в Париже, в 1845 году («Voyage scientifique dans l’Altaï oriental et les parties adjacentes de la frontière de Chine par Pierre de Tchihatcheff…»).
Самым главным достижением Петра Александровича считается открытие им одного из крупнейших в мире каменноугольных бассейнов — Кузнецкого. При его исследовании была составлена первая геологическая карта бассейна и определены его размеры.

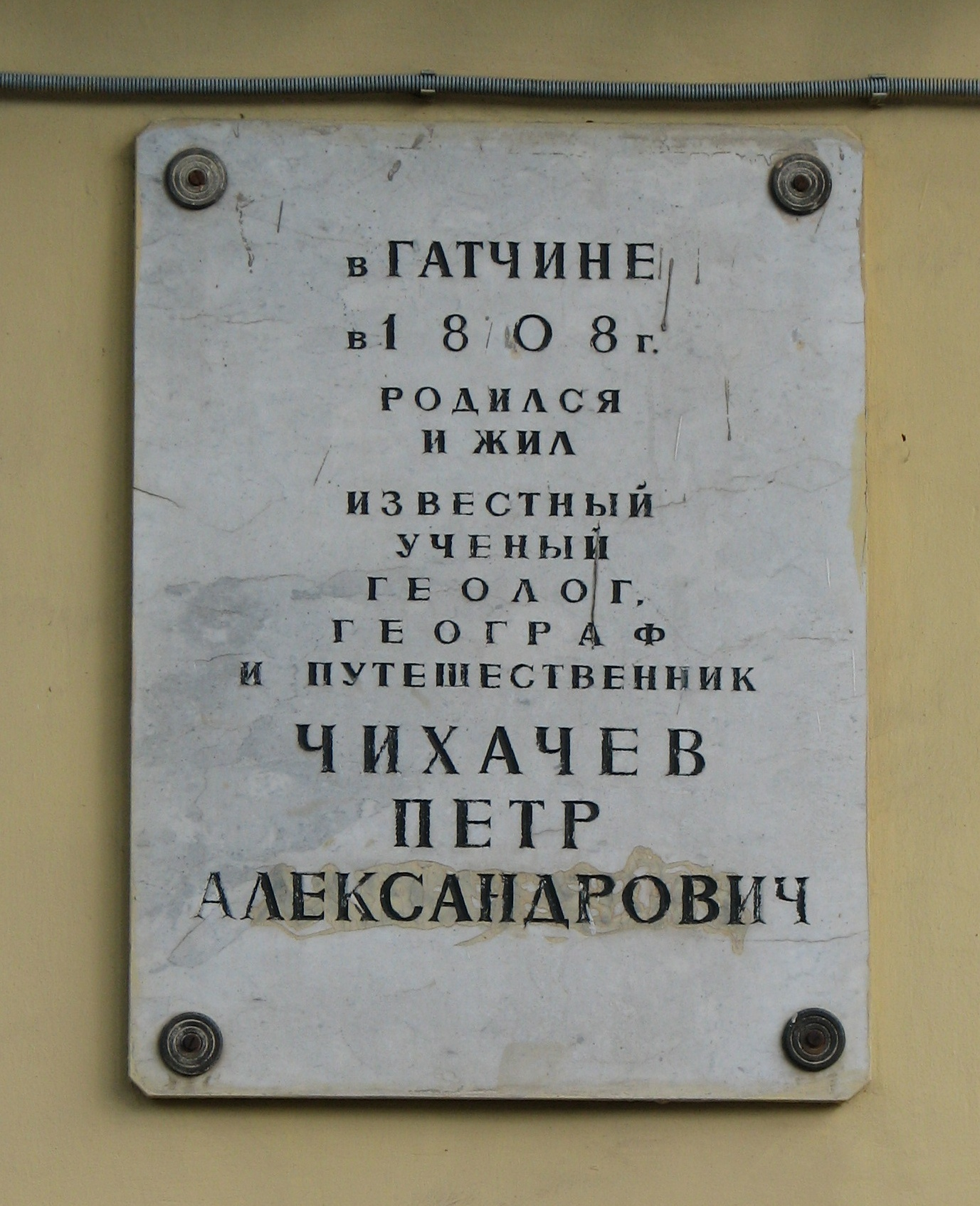
Мемориальная доска в Гатчине

В качестве признания заслуг Петра Александровича перед страной и наукой его именем был назван один из величайших хребтов Алтая — хребет Чихачёва, где он проводил свои исследования.
Получив после алтайского путешествия место атташе российского посольства в Константинополе, он воспользовался 2-летним пребыванием там для изучения турецкого языка, а затем, оставив службу, предпринял в течение 1847—63 гг. ряд путешествий по Малой Азии, во время которых им произведены разносторонние научные наблюдения и собраны богатые коллекции: геологические, ботанические, зоологические, палеонтологические и археологические. Результаты путешествия опубликованы были в громадном 8-томном труде «Asie Mineur», выходившем с 1853 по 1869 гг.
С 1863 по 1864 годы руководил восемью научными экспедициями по различным регионам Армении, Курдистана, Восточной Фракии и Малой Азии. В результате этих экспедиций была составлена единая карта современного и прошлого состояния Малой Азии. По этому региону учёным было выпущено около ста работ.
Путешествовал и по США. В статье «О пароходстве и озёрах Северной Америки» писал: «Россия и Соединённые Штаты — два государства, перед которыми раскрывается наиболее блестящая будущность. Географическое положение обоих просто и непрерывчато; двигатели их народной деятельности, хотя и различные по-своему, мощны и юны. Недавно вступив на поприще истории, они упрочили для себя место в потомстве, торжественно и твердым шагом подвигаясь к своей цели».
Также интересовался вопросами экономики, культуры, быта и социального положения женщин изучаемого региона, административным устройством стран, национально-освободительным движением народов, особое внимание уделяя восточному вопросу, актуальному в международной политике 1850-х годов.
Действительный член Русского географического общества с 19 сентября (1 октября) 1845 года, почётный член с 1890 года.
Женившись в 1869 году на внучке лорда Дальгаузи, вице-короля Индии, Чихачёв поселился за границей, живя большею частью во Флоренции вплоть до своей смерти от воспаления легких. Похоронен на протестантском кладбище во Флоренции.

### Издания трудов на русском языке
- Чихачёв П. А. Путешествие в Восточный Алтай. 1842 г. / Пер. с франц.. — М.: Наука. Главная редакция восточной литературы, 1974. — 360 с. — (Центральная Азия в источниках и материалах XIX — начала XX века). — 6000 экз.
- Чихачёв П. А. Испания, Алжир и Тунис / Сокр. пер. с франц. и предисл. В. В. Цыбульского; Художник А. Б. Бобров. — М.: Мысль, 1975. — 352 с. — 20 000 экз.
- Чихачёв П. А. Страница о Востоке / Пер. с франц. и предисл. В. В. Цыбульского; Коммент. А. А. Кожуховской и М. В. Цыбульской; Отв. ред. М. С. Лазарев. — М.: Наука. Главная редакция восточной литературы, 1982. — 216 с. — 10 000 экз.